# Laboratório de Línguas e Literaturas Indígenas
O Laboratório de Línguas e Literaturas Indígenas  (LALLI ou LALLI/UnB) é um laboratório situado no Campus Universitário Darcy Ribeiro da Universidade de Brasília. É parte do Programa de Pós-Graduação em Linguística (PPGL) do Departamento de Linguística, Português e Línguas Clássicas do Instituto de Letras (IL) da Universidade de Brasília.

## História
Em 1999, o Laboratório de Línguas Indígenas (LALI) foi criado pelo professor Aryon Dall'Igna Rodrigues e inaugurado em 8 de julho de 1999.
O LALLI tem como objetivo "o estabelecimento de um espaço institucional para promover a documentação, análise, descrição, comparação não só das línguas, mas também das situações em que se encontram estas."
Atualmente, o Laboratório de Línguas e Literaturas Indígenas é dirigido pela professora Ana Suelly Arruda Câmara Cabral e possui uma revista acadêmico de Qualis A1 – Revista Brasileira de Linguística Antropológica.

## Encontros científicos
Encontros científicos organizados pelo LALLI:
- Encontro Internacional sobre Línguas e Culturas dos Povos Tupí (I, II, III, IV, V) (2004, 2007, 2010, 2013, 2016)
- III Encontro Macro-Jê (2005)
- VII Encontro Macro-Jê (2010)
- Workshop sobre Linguística Histórica e Línguas em Contato: Línguas Indígenas do Brasil e de Áreas Adjacentes (2003)
- Workshop sobre Línguas Indígenas Ameaçadas: Estratégias de Fortalecimento e de Revitalização (2007)
- I Encontro Internacional: Arqueologia e Linguística Histórica das Línguas Indígenas Sul-americanas (Brasília, 2011)
- II Encontro Internacional: Arqueologia e Linguística Histórica das Línguas Indígenas Sul-Americanas (7 a 8 de agosto de 2016)
- Primeiro encontro internacional sobre os diferentes modos de como as línguas indígenas classificam referentes de nomes (Brasília, 2013)
- Primeiro Encontro Internacional Metáforas das Línguas Indígenas: abordagem empírica, linguística e cognitiva
- Tributo a Aryon Dall'Igna Rodrigues (Brasília, 2016)
- Primeiro workshop sobre dialetação sobre línguas indígenas do Brasil (Brasília, 2011)
- Workshop sobre tempo, aspecto e modalidade em línguas indígenas sul-americanas (24 a 27 de maio de 2012)
- Segundo encontro Internacional sobre Línguas Indígenas e Minorizadas (2019)[10][11]

## Publicações
A Revista Brasileira de Linguística Antropológica é publicado pelo laboratório.
O LALLI organizou a publicação dos livros:
- Novos estudos sobre línguas indígenas. Brasília: Ed. UnB, 2005
- Línguas e culturas Macro-Jê. Brasília: Ed. UnB, 2007
- Línguas e culturas Tupí, vols. I, II, III, IV, V. Campinas: Editora Curt Nimuendajú; Brasília: LALLI.
- Contribuições para o inventário da língua Asuriní do Tocantins

## Associados
Ao LALLI, encontram-se associados os doutores:
- Dulce Franceschini (UFFS)
- Fabio Bonfim Duarte (UFMG)
- Ruth Monserrat (UFRJ)
- Sanderson Castro Soares de Oliveira (UFAM)
- Maxwell Miranda (UFMT)
- Eliete de Jesus Bararuá Solano (UEPA)
- Lucivaldo Costa (UNIFESSPA)
- Marci Fileti Martins (UFRJ)
- Fábio Pereira Couto (UNIR)
- Rodrigo Prudente Cotrim (UEG)